# Miyabi Onitsuka
Miyabi Onitsuka (鬼塚 雅?, Onitsuka Miyabi; Kumamoto, 12 ottobre 1998) è una snowboarder giapponese.

## Biografia
Campionessa nazionale giapponese nello slopestyle nell'aprile 2014, ai Mondiali di Kreischberg 2015 Onitsuka vince l'oro nella stessa specialità. Nel dicembre 2016 sale per la prima volta sul podio della Coppa del Mondo di big air piazzandosi terza nella gara disputata a Moenchengladbach.
Ai Mondiali di Sierra Nevada 2017 vince la medaglia di bronzo nello slopestyle mentre non riesce a superare le qualificazioni del big air. Prende parte alle Olimpiadi di Pyeongchang 2018 classificandosi 19ª nello slopestyle e 8ª nella finale del torneo olimpico inaugurale del big air.
Ai Giochi Olimpici di Pechino 2022 si classifica 11ª nella finale del big air. Ai Mondiali di Bakuriani 2023 ha ottenuto l'argento nel big air e il bronzo nello slopestyle.

## Palmarès

### Mondiali
- 4 medaglie:
  - 1 oro (slopestyle a Kreischberg 2015)
  - 1 argento (big air a Bakuriani 2023)
  - 2 bronzi (slopestyle a Sierra Nevada 2017; slopestyle a Bakuriani 2023)

### Winter X Games
- 4 medaglie:
  - 1 oro (big air ad Aspen 2020)
  - 2 argenti (big air ad Hafjell 2020 e ad Aspen 2021)
  - 1 bronzo (big air ad Aspen 2022)

### Coppa del Mondo
- Vincitrice della Coppa del Mondo generale di freestyle nel 2018 e nel 2019
- Vincitrice della Coppa del Mondo di slopestyle nel 2019
- Miglior piazzamento in Coppa del Mondo di big air: 2ª nel 2018 e nel 2019
- 14 podi:
  - 3 vittorie
  - 8 secondi posti
  - 3 terzi posti

#### Coppa del Mondo - vittorie
| Data             | Luogo         | Paese   | Disciplina |
| ---------------- | ------------- | ------- | ---------- |
| 21 dicembre 2018 | Secret Garden | Cina    | SS         |
| 12 gennaio 2019  | Kreischberg   | Austria | SS         |
| 14 dicembre 2019 | Pechino       | Cina    | BA         |

Legenda:

SS = slopestyle

BA = big air